# Dolicholobium crassicarpum
Dolicholobium crassicarpum är en måreväxtart som beskrevs av M.E. Jansen. Dolicholobium crassicarpum ingår i släktet Dolicholobium och familjen måreväxter.
Artens utbredningsområde är Papua Nya Guinea. Inga underarter finns listade i Catalogue of Life.